# 住友信託銀行
住友信託銀行株式会社（すみともしんたくぎんこう、英: The Sumitomo Trust and Banking Co., Ltd.）は、かつて存在した三井住友トラスト・ホールディングス傘下の信託銀行。略称は住信、すみしんなど。2012年4月1日に中央三井信託銀行、中央三井アセット信託銀行と合併し、三井住友信託銀行となった。

## 概説
1925年（大正14年）に住友財閥の信託会社として創業。終戦後は同根の旧住友銀行（現三井住友銀行）とは距離を置き事業展開してきた。財閥系信託銀行として旧中央三井信託銀行と同じく都市銀行の金融持株会社とは距離を置き、単独経営を貫いてきた。
不良債権問題で1999年3月に投入された公的資金2000億円は2004年1月に完済。財務体質は優良とされ、それまで融資先業種に過ぎなかったノンバンクのアイフルやファーストクレジットに出資して事業提携を図るなどした。アイフルはライフ (信販)をはじめ、複数の消費者金融や東日本銀行などに大株主として出資していた。

### メガ信託構想
2004年4月、大幅な赤字に陥った旧UFJホールディングスから旧UFJ信託銀行を買収することで合意。これが実現すると、当時の三菱信託銀行（現三菱UFJ信託銀行）を抜いて信託銀行トップの資産規模を持つ「メガ信託」となるはずであった。
しかし、同年7月になって三菱東京フィナンシャル・グループとの統合を決めたUFJ側から合併を白紙撤回された。このため、住信はUFJ信託銀行の合併差し止めから三菱UFJフィナンシャル・グループへの損害賠償に切り替えて争った。第1審の東京地方裁判所は、基本合意に基づく独占交渉義務及び誠実協議義務違反を認めたものの、これらの違反と履行利益としての損害との相当因果関係を否定し、請求棄却した。しかし、第2審である東京高等裁判所の和解勧試を受け入れ、2006年11月に三菱UFJフィナンシャル・グループが25億円支払い和解した。
「メガ信託」構想が頓挫したことにより、三井トラスト・ホールディングス（後の中央三井トラスト・ホールディングス）や三井住友フィナンシャルグループ（SMFG）などとの統合計画が注目された。報道等によれば、2004年8月から三井トラスト・ホールディングスとの経営統合交渉を開始し、2005年2月には合意寸前まで進んだが、この時は合併比率（この時点の時価比率は、三井トラスト 1：住友信託 0.6となる）を巡り紛糾し最終合意に至らなかったという。しかし、”信託業界は規模のメリットが顕著な業界であることは、両トップは百も承知”のため、”（住信・中央三井）両行内には「いずれ統合するのでは」との見方があるのも事実”とされていた。
これ以降、話題は立ち消え状態となっていたが、2009年に中央三井トラスト・ホールディングス（当時）傘下の旧中央三井信託銀行が世界金融危機による株式評価損などで多額の赤字を計上。当期に返済予定であった公的資金（優先株式）の返済（買取り）が不可能となり、同年8月に普通株式へ強制転換され、信託銀行では初となる整理回収機構が筆頭株主となった。財務面の体質改善が急務となり、中央三井が住友信託との経営統合に向けて動くようになった。
そして同年11月6日、2011年4月1日に新たな金融持株会社を「三井住友トラスト・ホールディングス」（法人格は従来の中央三井トラストを継承し、改称する形を取る）とし、その後1年後をめどに傘下の3信託銀行を合併し、「三井住友信託銀行」に統合することになった。持株会社の社長は中央三井トラスト側から、子会社となる合併後の信託銀行の社長は住信側から出す方向で、これにより「対等の精神」であることをアピールする形としている。
なお、旧中央三井信託銀行との合併に先立ち、2011年10月11日付で、一部支店の支店名が変更された（支店コードは当社側の変更はなし）。重複が残っているにもかかわらず変更されない拠点については、2012年4月の合併時点で行われ、住信の東京営業部が本店営業部となることに伴い、大阪市の旧本店営業部を「大阪本店営業部」とする部分に留まった。
そして前述の通り、2012年4月1日付けで3信託銀行（同行・中央三井・中央三井アセット）の合併が行われ、「三井住友信託銀行」が発足した。

### 株式交換前の大株主
- 日本マスタートラスト信託銀行株式会社 5.69%
- 日本トラスティ・サービス信託銀行株式会社 5.54%

（2008年3月31日現在）

## 沿革
- 1925年（大正14年）

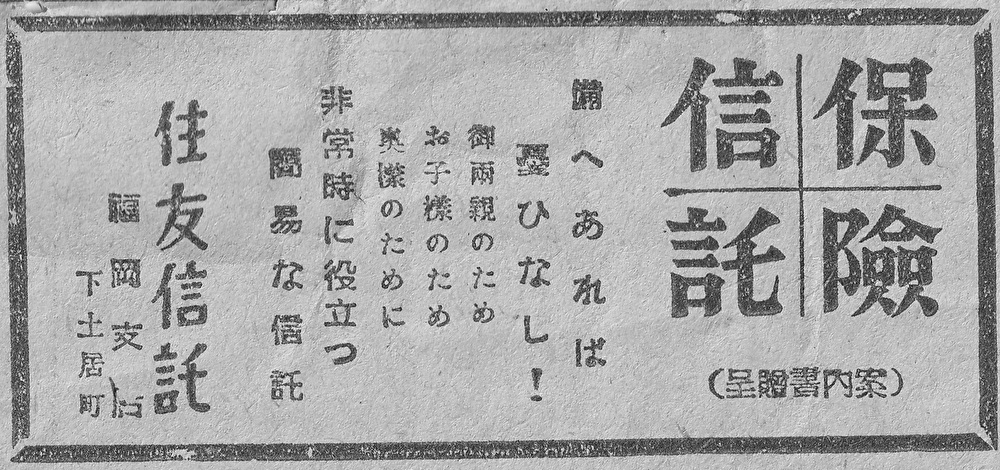
住友信託福岡支店による「保險信託」の新聞広告（1941年8月）

  - 7月28日 - 住友信託株式会社として設立。
  - 9月 - 営業開始。
- 1948年（昭和23年）8月 - 信託銀行に転換、富士信託銀行株式会社に商号変更（富士銀行が設立した同名の信託子会社とは無関係）。
- 1949年（昭和24年）5月 - 東京・大阪証券取引所に上場（証券コード: 8403[5]）。
- 1952年（昭和27年）6月 - 住友信託銀行株式会社に商号変更。
- 1998年（平成10年）6月 - 日本長期信用銀行救済のため経営統合を発表。しかし当行の格付け・株価が騰落した影響を鑑み、後に破談とする。
- 2000年（平成12年）
  - 4月28日 - すみぎん信託銀行株式会社の全株式を住友銀行から、大和インターナショナル信託銀行株式会社の全株式を大和証券グループ本社から、それぞれ取得し、両行を完全子会社化。
  - 8月1日 - すみぎん信託銀行株式会社ならびに大和インターナショナル信託銀行株式会社を吸収合併。
- 2007年（平成19年）10月 - 住信東京本部ビル・東銀ビルヂング・三菱UFJ信託銀行東京ビルを一つのビルへ建て替える三菱地所の「丸の内1-4再開発計画」着手に伴い、東京本部機能をグラントウキョウ・サウスタワーへ仮移転。
- 2008年（平成20年）
  - 10月14日 - 東京本部ビル解体に伴い、東京営業部が東京中央支店（住友生命八重洲ビル）内にブランチインブランチ化。
  - 12月30日 - 相互送金サービスの取扱を終了。
- 2009年（平成21年）
  - 10月1日 - 日興アセットマネジメントの株式98.55%を日興コーディアルグループから1124億円で取得[6]。
  - 10月27日 - 中央三井トラスト・ホールディングスと2011年春に経営統合する方針であることが明らかになる[7]。
- 2011年（平成23年）
  - 2月1日 - 中央三井トラスト・ホールディングスとの経営統合に先駆け、中央三井信託銀行とのATM相互間出金手数料無料提携を開始[8]。
  - 4月1日 - 中央三井トラスト・ホールディングスとの株式交換により、同社の子会社となり、中央三井トラストの社名を三井住友トラスト・ホールディングスに改称。
- 2012年（平成24年）
  - 2月27日 - 東京営業部を、千代田区丸の内一丁目4番1号へ移転。
  - 4月1日 - 住友信託銀行を存続会社とし中央三井信託銀行・中央三井アセット信託銀行を吸収合併し、三井住友信託銀行に改称。これにより、大手銀行（都市銀行・信託銀行）の持株会社及び老舗信託銀行の本店すべてが東京に移転。

### 積極的な事業展開
住信による矢継ぎ早の買収・提携戦略は、“住友信託を取り巻く経営環境の厳しさの表れでもある”とされる。“住信は旧安田信託と並ぶかつての「不動産業の盟主」”であったが、三菱UFJ信託銀行の出現によりトップの座を奪われた。このため、“「不動産業務でライバルに押され気味だ。対抗策を打って一気に攻勢に転じたい」”と住信幹部が語るなど、“ライバルの信託銀行がメガバンクと連携して業容を拡大しつつあることへの強い危機感” が背景にあるとされる。
2006年3月期決算では、連結純利益は前の期に比べ3.3%増の1000億円と三期連続で最高益を更新、積極的な業務展開が功を奏した格好になった。
しかし、その後の不動産市況悪化で、ファースト・クレジットなど不動産関連ファイナンス事業は苦境に立たされ、事業整理を余儀なくされることになる。
2010年時点の評価としては、過去数年の積極的な事業展開の多くが必ずしも成功しておらず、2000年代前半に大手銀行中一番で公的資金を返済した住友信託の財務上の優位が、やや霞みつつある状況と言えよう。
- 2001年（平成13年）1月 - 大口融資先である消費者金融大手、アイフルとの合弁事業として、商工ローン会社の「ビジネクスト」を設立。
- 2005年（平成17年）
  - 4月 - アイフル傘下のカード会社ライフ（現:ライフカード）と提携。合弁で「すみしんライフカード（すみしんライフ）」を設立し、VISAの発行権をライフに供与すると共に同社のカード加盟店開拓業務を移管。
  - 4月 - 松下電器産業傘下の「松下リース・クレジット」に資本参加し、合弁会社とする（後に子会社となる）。
  - 10月 - 旧長銀系の不動産担保（抵当）ノンバンク会社「ファーストクレジット（FC）」を保有する米ローンスターから買収し、連結子会社化。
- 2006年（平成18年）
  - 3月 - 東京・神奈川を地盤とする八千代銀行に対し430億円を出資。
  - 4月 - 従来の住信の顧客層と棲み分けを図り若年層をターゲットとする目的で、SBIホールディングスと合弁により、住信子会社・住信オフィスサービス株式会社を社名変更と同時に業態転換した準備会社として、株式会社SBI住信ネットバンク設立準備調査会社を発足。
  - 12月 - 系列会社としては唯一の上場企業であった住信リース（1985年7月設立）を完全子会社。
- 2007年（平成19年）
  - 5月 - ライフ子会社の不動産金融会社「ライフ住宅ローン」を完全子会社化。
  - 9月24日 - インターネット専業銀行として「住信SBIネット銀行（すみしんSBI）」を開業。
  - 11月 - あおぞら銀行との業務提携を公表。
- 2010年（平成22年）
  - 4月 - 住信リースを松下リース・クレジットに吸収合併させ、「住信・パナソニックフィナンシャルサービス」と改称する。
  - 9月 - ファースト・クレジットの基幹事業をライフ住宅ローンが譲受し、社名を「住信不動産ローン&ファイナンス」とする。
- 2012年（平成24年）
  - 1月 - 住信SBIネット銀行が住信を所属業者とする銀行代理業として、住信の住信SBIネット銀行向け住宅ローン商品の取り扱い開始（すみしんSBIプロパーの住宅ローンは新規取扱を縮小とする）。
  - 4月 - 子会社の住信カードが中央三井カードに吸収合併され、「三井住友トラスト・カード」に社名変更。同様に、中央三井信託銀行と重複する事業子会社は合併のうえ、「三井住友トラスト」を冠した商号へ変更される。

## ATM

### 提携ATM
以前からイーネットやゆうちょ銀行との提携があり、同ATM利用時には時間内無料入出金（土曜9:00～14:00を含む）の提携があったが、加えて2008年3月24日8時（日本時間）には、信託銀行としては2行目（老舗系としては初）となるセブン銀行との提携が開始された。セブン銀行利用時の手数料についてはイーネット・ゆうちょ銀行と同じ手数料体系で利用できた。提携開始時より、イーネット利用時にはカード振込の利用が可能であるが、2011年9月5日の利用可能時間終了を以って、住友信託銀行のキャッシュカードを利用した振込サービスが廃止された。

### ATM相互利用手数料無料提携
いずれの場合も、旧中央三井信託銀行及び八千代銀行（現：きらぼし銀行）のキャッシュカードを「コンビニATM『イーネット』」にて出金の場合は、イーネット管理銀行機にかかわらず提携外行（MICS）扱いとなった（『イーネット』内では住友信託銀行のみが参加）。

#### 八千代銀行
2006年7月18日より、同行ATMと八千代銀行ATMとの相互利用手数料無料提携を開始した（ただし八千代銀行のキャッシュカードは、直接提携していないコンビニATM「イーネット」では対象外となる）。

#### 旧中央三井信託銀行
2011年4月1日付で、同社は中央三井トラスト・ホールディングスとの経営統合により『三井住友トラスト・ホールディングス』への衣替えに先立ち、同年2月1日より、同行ATMと旧中央三井信託銀行との相互利用手数料無料提携を開始した（ただし旧中央三井信託銀行のキャッシュカードは、直接提携していないコンビニATM「イーネット」では対象外となる）。

## 無通帳口座
2005年には、無通帳口座の「ユア・パートナー」を開始し、キャッシュカードを取引証として窓口に提出すれば取引できる仕組みになった（従来の通帳取引も可能）。これによって、支店から離れた地域でも、ゆうちょ銀行ATMやイーネットがある地域であれば取引が可能となった。

## ICキャッシュカード
2007年1月4日より、指認証による生体認証の対応を開始した。2006年から既にデフォルトでICカード（ただし、有効期限がある）を発行してきた（従前からの利用者は無償交換で対応）が、それに付加する形となった。
ただし、2006年に発行したカードの場合、有効期限が2012年1月以降となっているものが対象で、それ以前に有効期限が来る場合は、生体認証登録に対応していないため、従来のカードの強制交換による再発行により対応。対応するカードは、普通預金カード、ローンカード、ユア・パートナー取引証の3種類であった。なお、生体認証機能は、ゆうちょ銀行ATM（非対応機種は磁気ストライプ部分での対応）でも対応した。

## 店舗
合併に先立ち、2011年10月11日に一部の重複予定となる店舗の支店名が変更になった。なお、旧東京営業部が合併後の「本店営業部」となるため、大阪市の旧本店営業部窓口は「大阪本店営業部」の名称となった(このほかに、合併時点での変更はなかった)。支店コードの変更はいずれもなされなかった。

## CI
1991年に細川デザイン事務所によるコーポレート・アイデンティティを導入し、行名のロゴタイプが細ゴシック体表記となった。正式には住友の井桁マークと和文行名の間に2段表記で「SUMITOMO TRUST」が併記されたものとなっている。カラーは主にセルリアンブルー（三井広報委員会と同色）か黄緑色に近い緑色を中心に使用し、同じような色を使用する住友林業・住友商事および後年発足した三井住友銀行と区別している。同事務所は後年、住信の統合相手となる旧中央三井信託銀行および旧中央三井トラスト・ホールディングスのCIも手がけた。
CI導入以前は井桁マークは、旧住友銀行・住友生命などと同じく赤色で、ロゴタイプは太明朝体表記でやはり、旧住友銀行とは区別していた。

## 提供番組
旅番組が多かった。2005年春から14年ぶりにオンエアされている「信託世代」キャンペーンのCM（出演：長塚京三・音楽：森田公一とトップギャラン「青春時代」、2008年4月からはインストゥルメンタルで使用）からも分かるように、主要顧客に中高年齢層が多いためと考えられていた。

### 過去
- 遠くへ行きたい（読売テレビ）
- NEWS23（TBS、 - 2009年3月）
- 旅の香り 時の遊び（テレビ朝日）
- いい旅・夢気分（テレビ東京）
- 田舎に泊まろう!（テレビ東京）
- ズームイン!!SUPER（日本テレビ）

## 60歳のラブレター
同社主催で2000年より、長年連れ添った夫婦がしたため合った、互いへの感謝の言葉を募集すると言う、一般公募企画「60歳のラブレター」が毎年行われてきた。 同企画の9年目となった2009年には、これまでに寄せられたエピソードを基に制作した、映画「60歳のラブレター」が同社後援のもとで、制作・上映されることになった。

## その他
- キャラクターとしてひこねのりおがデザインした「しんたくん」を広告媒体や販促品に使用していた。
- 中途採用は、大手銀行にとって一般的ではなかった1980年代から行っており、近年は特に若手層の人材不足解消のために開始したキャリア採用制度を行っており、日本経済新聞日曜版求人広告の常連になっていた[11]。

## ギャラリー

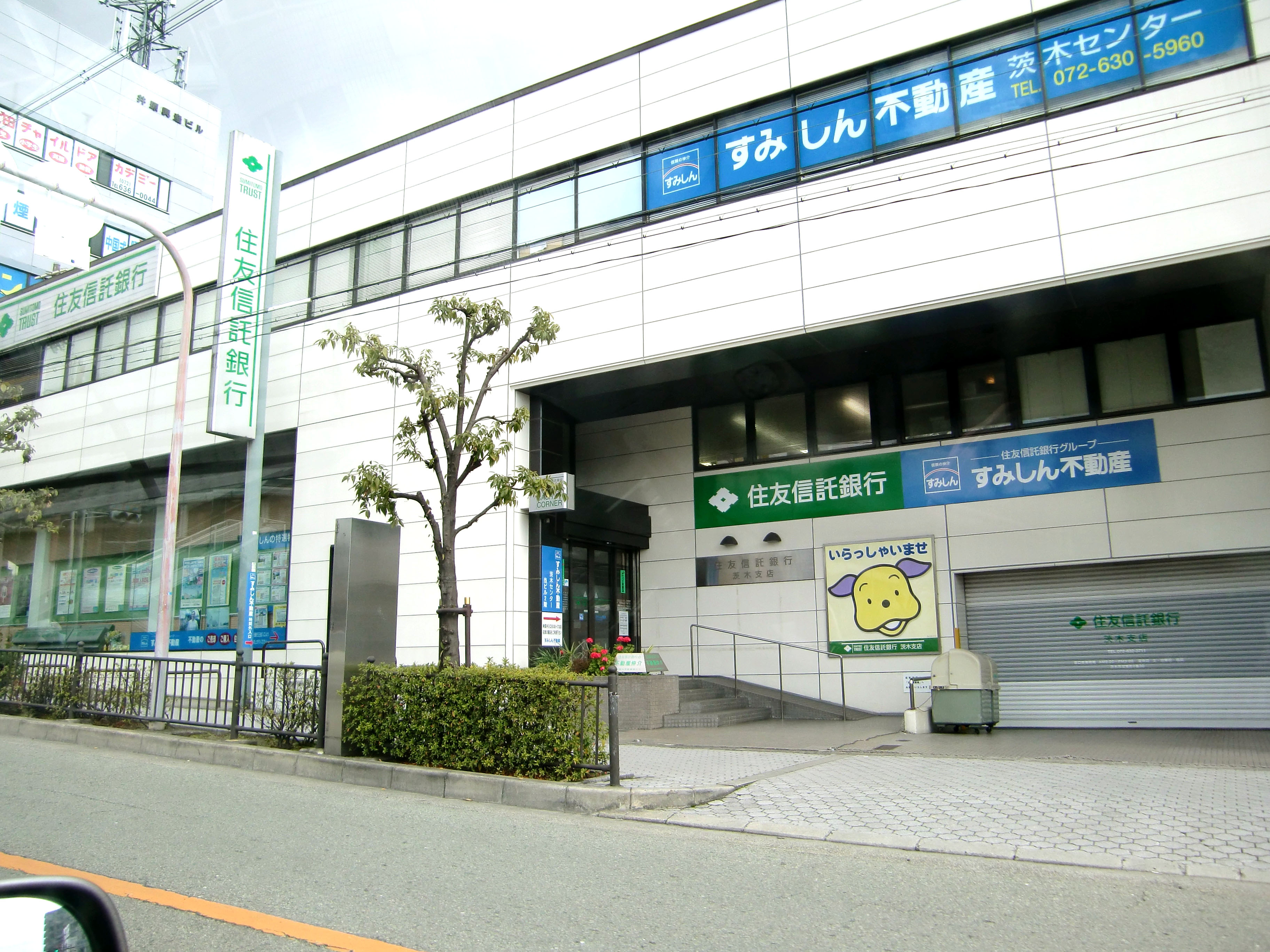
茨木支店
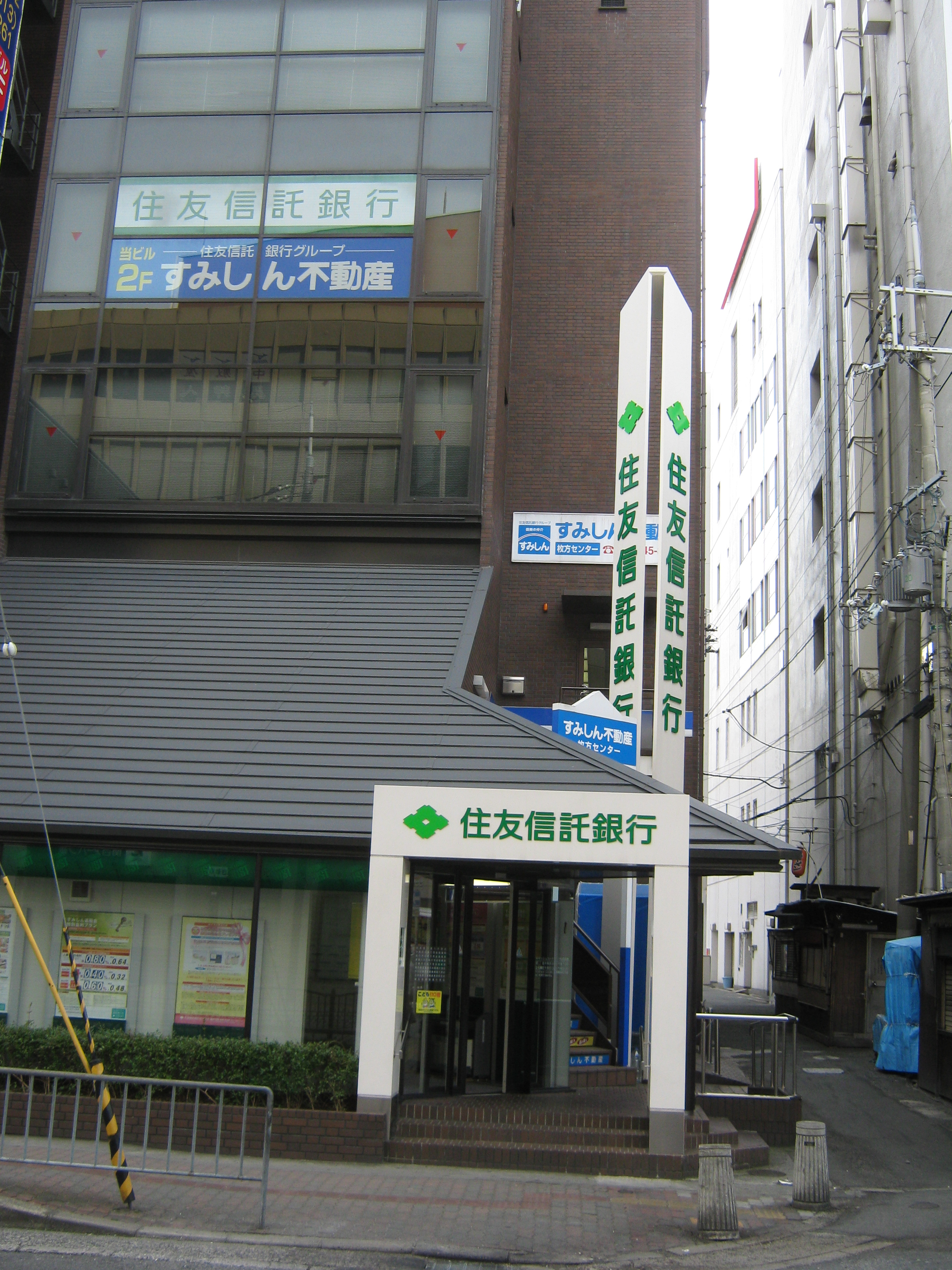
枚方支店